# Lánc, lánc, eszterlánc

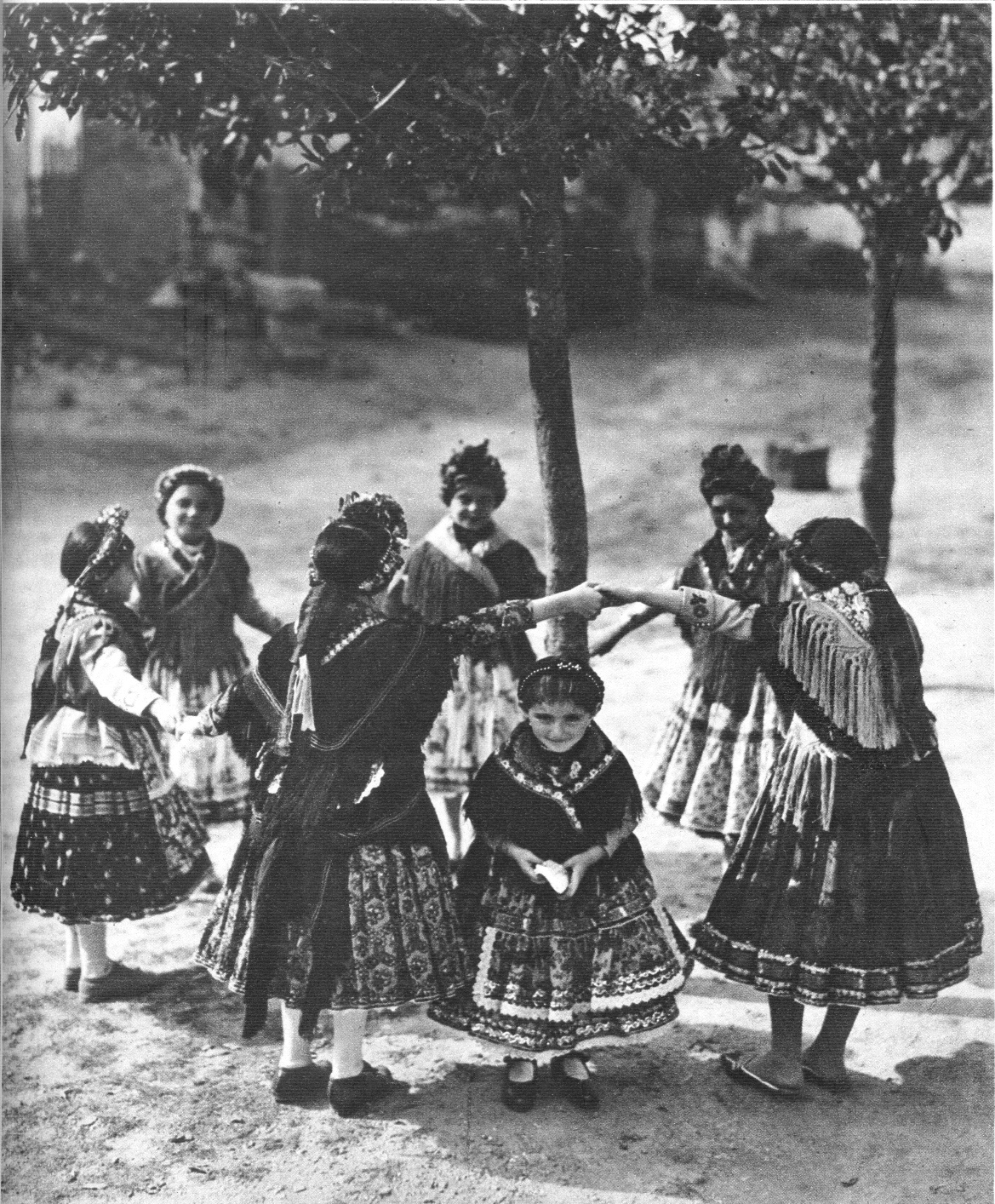
Lánc, lánc, eszterlánc. Sárközi kislányok játéka.

A Lánc, lánc, eszterlánc egy nagyon régi gyermekdal. Már Kiss Áron 1891-ben kiadott Magyar gyermekjáték gyűjteményében is szerepel, a szövege pedig 1792-ben a bécsi Magyar Hírmondó I. számában. A címbeli eszterlánc feltehetően gyermeknyelvi játékos szóképzés, nincs köze az Eszter névhez.
A játékban a lányok kezet fogva körben járnak, a kiénekelt lány ki-, ill. befordul.
Feldolgozások (első változat):
| Szerző          | Mire              | Mű                                                                                | Előadás |
| --------------- | ----------------- | --------------------------------------------------------------------------------- | ------- |
| Bartók Béla     | zongora           | Gyermekeknek, I. füzet 12. darab: Allegro                                         | [ 4 ]   |
| Weiner Leó      | zongora           | Magyar népi muzsika, I. kötet (Könnyű darabok) 2. darab: Lánc, lánc, keskeny lánc | [ 5 ]   |
| Gárdonyi Zoltán | négykezes zongora | Bújj, bújj, zöld ág, 4. darab                                                     |         |

## Kotta és dallam
Első változat:
Másik változat:

## Felvételek
Első változat:
- Lánc, lánc, eszterlánc. Ovitévé  YouTube (2012. szeptember 26.)  (Hozzáférés: 2016. május 24.) (videó)
- Hopp Juliska, Lánc,lánc, eszterlánc. ; Szelényi: Tik-tak. Tran Tina és Sefton Theodora (négykezes zongora)  YouTube (2014. április 7.)  (Hozzáférés: 2016. március 27.) (videó) 0:50–1:25.

Második változat:
- Lánc, lánc, eszterlánc. Tilia Flos  YouTube (2010. január 10.)  (Hozzáférés: 2016. május 24.) (audió, fényképsorozat)
- Lánc, lánc, eszterlánc. Mama Lisa's World (Hozzáférés: 2016. május 24.) (kotta, szöveg, videó)
- Lánc, lánc... Tóth Zoltán Tánczenekara  YouTube (2013. december 30.)  (Hozzáférés: 2016. május 24.) (audió) jazzfeldolgozás

Más változatok:
- Lánc, lánc, eszterlánc. Andor Éva, Andor Ilona  YouTube (1967. június 5.)  (Hozzáférés: 2016. május 24.) (audió)
- Lánc, lánc, hosszú lánc. YouTube (2012. április 17.)  (Hozzáférés: 2016. május 24.) (audió)